# Catocala greyi
Catocala greyi är en fjärilsart som beskrevs av Otto Staudinger 1888. Catocala greyi ingår i släktet Catocala och familjen nattflyn. Inga underarter finns listade i Catalogue of Life.